# 여주 개씨
여주 개씨(驪州介氏)는 경기도 여주시를 본관으로 하는 한국의 성씨이다.

## 역사
개씨(介氏)는 중국(中國) 태평(太平 : 지금의 산서성 분성현)에서 계출(系出)된 성씨(姓氏)로 주(周)나라 양왕(襄王) 때 진(晋) 땅의 사람인 개자추(介子推)의 후손으로 전(傳)해진다.
시조 개자추(介子推)는 개지추(介之推)라고도 한다. 개자추는 진(晉)나라 문공(文公)이 왕위에 오르기 전에 아버지 헌공(獻公)에게 추방되었을 때, 19년 동안 그를 모시며 같이 망명생활하였다. 뒤에 문공이 진(秦)나라 목공(穆公)의 주선으로 귀국하여 왕위에 오르고 많은 현신(賢臣)을 등용하였으나, 개자추에게는 봉록을 주지 않았다. 실망한 그는 면산(緜山)에 들어가 숨어 살았다. 문공이 자신의 잘못을 뉘우치고 그를 불렀으나 나오지 않았다. 문공은 그를 나오게 하기 위해 산에다 불을 질렀다. 그러나 끝내 나오지 않고 어머니와 함께 그대로 타 죽었다. 개자추를 기리기 위해 한식(寒食)이 생겨났다.
1930년 국세조사 당시 함경북도 종성군(鍾城郡) 행영면(行營面) 행영동(行營洞)에 개영순(介永順), 개관오(介官五), 개영준(介永俊) 3가구가 살고 있었으며, 그들의 9대조(代祖)가 여주(驪州)에 이거(移居)한 것으로 기록에 전한다.

## 본관
여주(驪州)는 경기도(京畿道) 남동부(南東部)에 위치하는 지명(地名)으로 본래 고구려(高句麗) 때의 골내근현(骨乃斤縣)이었는데 신라 경덕왕(景德王)이 황효현(黃驍縣)으로 개칭하였고, 고려 초에 황려현(黃驪縣) 또는 황리(黃利)로 불리다가 1257년(고종 44)에 영의(永義)라 하였다. 고려 충렬왕(忠烈王) 때 여흥군(驪興郡)으로 승격되었고, 1469년(조선 예종 원년)에 여주(驪州)로 개명(改名)하여 목(牧)으로 승격되었다.

## 과거 급제자
- 울산(蔚山)을 본관으로 하는 정로위(定虜衛) 개록산(介祿山)의 아들 개보(介福)가 1637년(인조 15년) 무과에 급제하였다.[3]
- 개천년(介千年)이 율과에 급제하여 교수(敎授) 관직을 역임했다.[4]

## 인구
- 1985년 50가구 160명
- 2000년 29가구 85명